# إيريك مورلي
إيريك دوغلاس مورلي (بالإنجليزية: Eric Morley)‏ (26 سبتمبر، 1918 – 9 نوفمبر، 2000) مقدم تلفزيوني بريطاني ومؤسس برنامج مسابقة ملكة جمال العالم وبرنامج «تعال أرقص». أرملته «جوليا مورلي» وهي الآن رئيس المسابقة وابنه ستيف دوغلاس هو واحد من مقدميه.

## حياته
ولد مورلي في هولبورن، لندن، إنجلترا وكان يدّعي أن والده «كان في جامعة أكسفورد ويتحدث تسع لغات» لكنه توفي شابا، كان يتيم منذ أن كان عمره 11 عاما عندما توفيت والدته وزوج أمه بسبب السل. إنضم إلى مدرسة ويتستابل غرمار في كينت. أرسله مجلس مقاطعة لندن إلى سفينة تدريب تابعة للبحرية الملكية تدعى ه.م.س إكسموث، التي كانت ترسو في غرايز. انضم إلى الفرقة الموسيقية الملكية في عمر 14. وخلال الحرب أصبح كابتن في سلاح الجيش الملكي، ومنظم الضيافة للقوات المقاتلة في معركة دونكيرك.

## السياسة
كان مورلي مؤيدا قويا لمارغريت تاتشر وكان له أيضا طموح سياسي. فاز تقريبا في الانتخابات العامة عام 1979، مما أدى إلى تقليص أغلبية حزب العمال البالغ عددهم 7500 من سام سامكين إلى 122 فقط في دولويتش بجنوب لندن، بعد أن كان قد وقف سابقا في انتخابات أكتوبر 1974، حيث انخفض تصويت المحافظين بنسبة 2.1٪ .

## مسابقة ملكة جمال العالم
قام مورلي بإنشاء مسابقة الجمال على شاطئ البحر في عروض الأزياء في «قاعات مكة للرقص». طور هذا مفهوم مسابقة الجمال الوطني التلفزيوني. بدأ «مهرجان ملكة جمال بريطانيا» في عام 1951 كأداة ترويجية للقاعات وبمجرد وصول المتسابقين الدوليين في لندن لهذا الحدث، أطلقت الصحافة اسم «ملكة جمال العالم»، في البداية عقد المسابقات في قاعات مكة (بالإنجليزية: Mecca)‏. وتزامنت المسابقة الأولى مع مهرجان بريطانيا. وعندما تم أطلق منافسه الأمريكي مسابقة ملكة جمال الكون، تحولت مسابقة مورلي لملكة جمال العالم إلى حدث سنوي يقام كل شهر نوفمبر، في البداية في قاعة مكة في مسرح ليسيوم وبعد ذلك في قاعة البرت الملكية. تم بثها لأول مرة في عام 1959، وأصبحت لاعبا شعبيا مع إعلان مورلي: «سأعلن نتيجة ملكة جمال العالم، في العد التنازلي».
تمت مشاهدة المسابقة من قبل 27.5 مليون في بريطانيا في ذروتها في 1970s و 1980s. في عام 1970، ألقيت قذائف الطحين على العرض من قبل المتظاهرين. أجاب مورلي على منتقديه قائلا: «إذا كنتم ترونه عار على المرأة فإن أفضل شيء يمكنهم فعله هو إيقاف التلفزيون». جمعت المسابقة أكثر من 30 مليون جنيه إسترليني للجمعيات الخيرية. في عام 1983 قام بتعويم مجموعة شركة ملكة جمال العالم في سوق الأوراق المالية غير المدرجة في بورصة لندن، وحافظ على حصة 51 في المائة. ولمناهضة النقاد النسويات في المعرض، حاول أن يقلل من التركيز على جولة زي الاستحمام والتأكيد على سمات الفتيات الأخرى من خلال التركيز على «التوازن، والشخصية، والموهبة، والشخصية، جمال الوجه، والإبعاد، والقدرة على إجراء مقابلات معهم وهكذا دواليك». على الرغم من أن قنوات التلفزيون الأرضية لم تعد تبث المعرض في بريطانيا، إلا أنها لا تزال شعبية في جميع أنحاء العالم، وفي عام 1997 كان قادرا على جذب أكثر من 2.5 مليار مشاهد تلفزيوني في 155 بلدا.
تزوج مورلي زوجته جوليا في عام 1960 بعد لقائها في قاعة الرقص. في عام 1968، تولت الدور اليومي لملكة جمال العالم، وبعد وفاة مورلي في عام 2000، أصبحت رئيسة للمسابقة.

## ميراثه
في 9 نوفمبر، 2000، بعد يوم من عرض المتسابقين إستعداداً لنهائيات ملكة جمال العالم عام 2000، أصيب بنوبة قلبية وتوفي في مستشفى الأميرة غريس، غرب لندن. أقيمت مراسم الدفن في كنيسة الحرس، وقام بتشريف المراسم أمير ويلز ودوق أدنبرة. ورثوا خلفه عقارات بقيمة 10.6 مليون جنيه استرليني، ودفن في مقبرة نوروود الغربية في لندن.

## وصلات خارجية
- Miss World history[وصلة مكسورة]
- BBC Morley Obituary